# Fähre Bodenacker

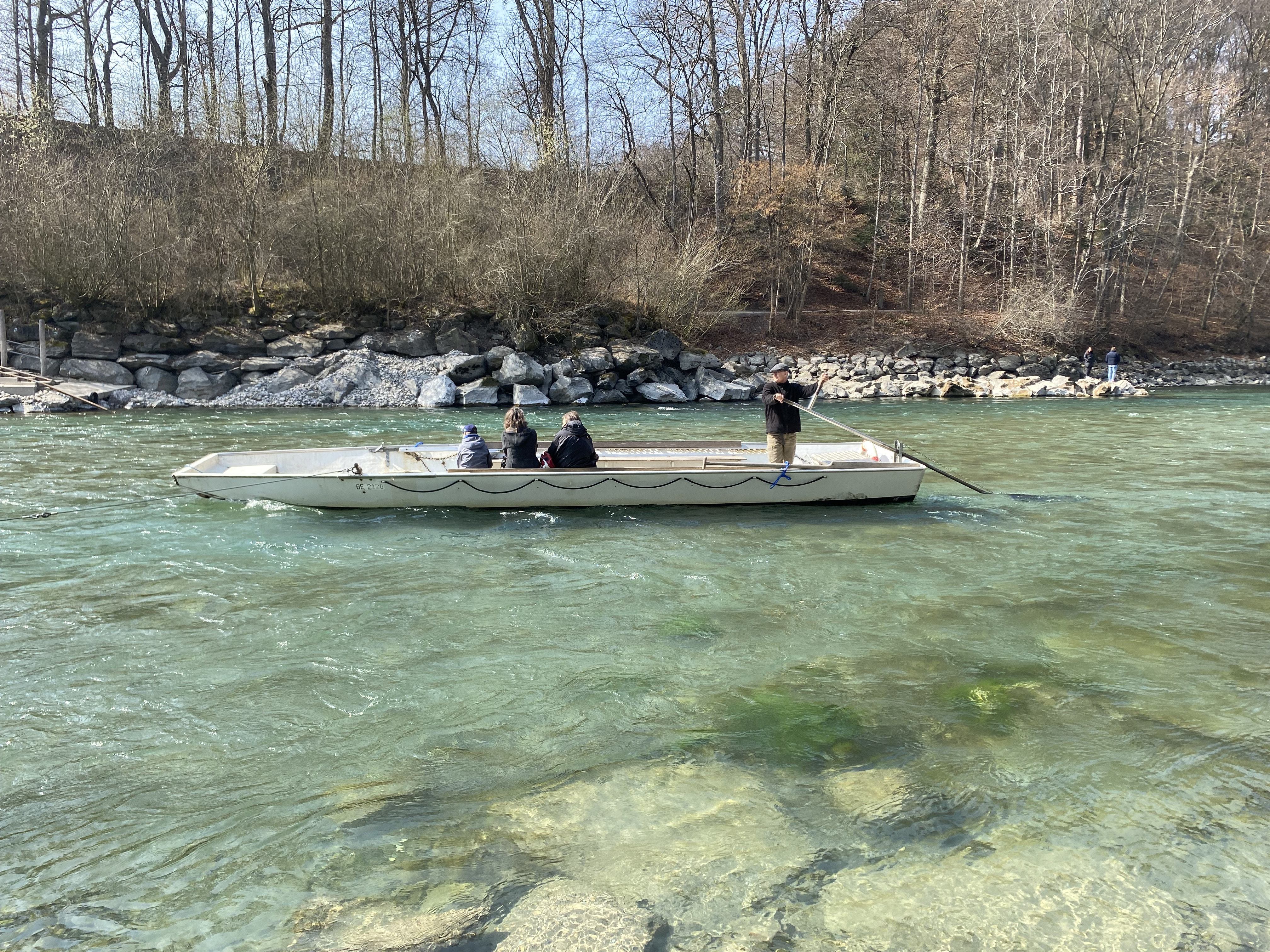
Fähre Bodenacker (2022)

Die Fähre Bodenacker (früher Elfenaufähre) in Muri bei Bern ist eine Personenfähre im Schweizer Kanton Bern. Sie überquert die Aare bei der Gürbemündung zwischen Muri und Kehrsatz.

## Geschichte
Die Fähre Bodenacker ist die letzte verbliebene von ursprünglich vier Gierseilfähren zwischen Bern und Thun über die Aare. Erstmals erwähnt wurde sie, damals noch als Elfenaufähre, in einem Konzessionsprotokoll von 1835.

## Betrieb

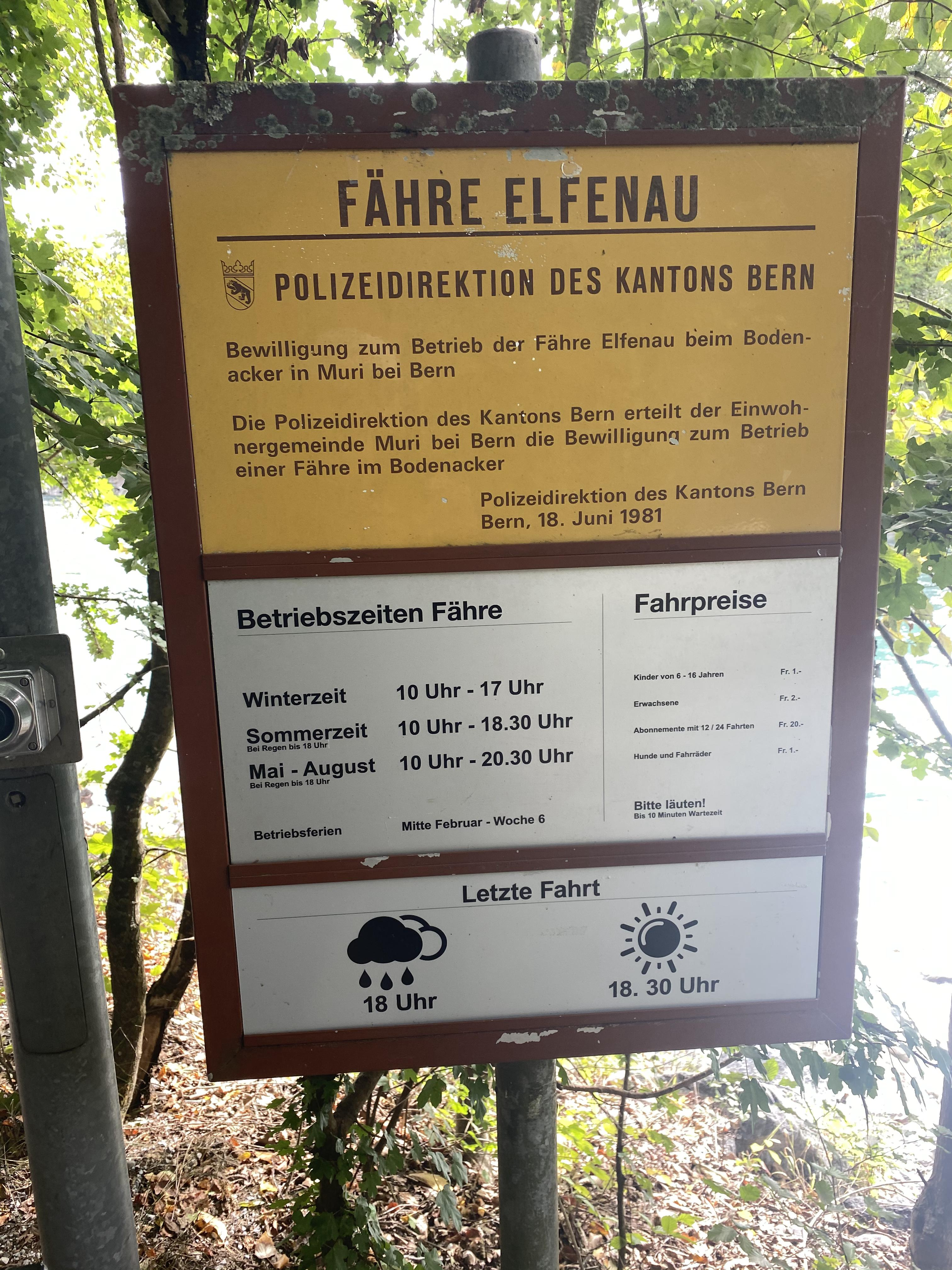
Fähre Elfenau-Bodenacker, Fahrplan

Die Fähre wird von der Einwohnergemeinde Muri bei Bern betrieben und von der Stadt Bern unterstützt, gleich wie die Fähren Reichenbach–Engehalbinsel und Zehendermätteli–Bremgarten. Sie ist auch im Winter in Betrieb und befördert jährlich zwischen 30'000 und 40'000 Personen.